# Obi non
Obi non, também chamado non ou lepeshka, é o pão típico do Uzbequistão; é redondo, achatado, decorado com desenhos e tradicionalmente assado num forno de argila (tandur). Há dois tipos principais de lepeshka: o obi-non, ou pão “simples” e o patyr, preparado para festas. Dentro destes dois tipos, há muitas variantes relacionadas com a região e diferentes pelo modo de preparar. 
Mesmo o pão “simples” não é tão simples assim, pois tem variantes e, além disso, um desenho feito com uma forma (“chekish”) antes de ir para o forno. A massa é preparada começando por ativar levedura em leite morno; depois junta-se à farinha, junta-se água com sal suficiente para tender a massa e deixa-se levedar. Tendem-se as rodelas que, no sutli-non devem ter cerca de 2 cm de espessura nas margens e um cm no centro, enquanto no obi-non podem ter até 3 cm nas margens e 0,5 cm no centro. As rodelas são salpicadas com água por baixo e cozidas no tandur. 
Dentro dos “patyr”, podem contar-se o “jizzali-non”, ou pão com toucinho, em que este é primeiro frito e escorrido e depois incorporado na massa, antes de cozer os pães; ou o “kunjutli va sedanli non”, ou seja, pão de sementes, principalmente de papoila e de sésamo, que são aplicados sobre a massa antes de cozer; ou com cebola frita em tirinhas, o “piyozli non”. 